# Оленівка (Могилів-Подільський район)
Оле́нівка —  село в Україні, у Могилів-Подільській міській громаді Могилів-Подільського району Вінницької області. Населення становить 550 осіб.

## Історія
На території Бронницької сільради, біля сіл Григорівни та Оленівки, збереглися рештки поселень трипільської культури та доби пізньої бронзи, городище скіфських часів, на якому існували слов’янські поселення VIII—ЇХ та X—XI століть.
Євфимій Сіцінський стверджує, що село відоме з 20-х років ХІХ ст.
Станом на 1882 рік, Оленівка мала 70 дворів та у ній проживало 368 мешканців.
7 (20) листопада 1917 року, відповідно до Третього Універсалу Української Центральної Ради, увійшло до складу Української Народної Республіки.
10 лютого 1921 р. в ході придушення Ямпільського (Бабчинецького) повстання село було спалене каральними підрозділами Червоної армії (66-й полк 12-ї дивізії).
12 червня 2020 року, відповідно до Розпорядження Кабінету Міністрів України № 707-р «Про визначення адміністративних центрів та затвердження територій територіальних громад Вінницької області», увійшло до складу Могилів-Подільської міської громади.
19 липня 2020 року, в результаті адміністративно-територіальної реформи та ліквідації Могилів-Подільського району (1923 — 2020), село увійшло до складу новоутвореного Могилів-Подільського району.

## Населення

### Мова
Розподіл населення за рідною мовою за даними перепису 2001 року:
| Мова       | Відсоток |
| ---------- | -------- |
| українська | 98,36%   |
| російська  | 1,27%    |

## Відомі люди
- Вдовиченко Сергій Михайлович (1939—2022) — український поет, педагог, науковець.
- Шалак Оксана Іванівна (1966) — українська поетеса, фольклорист.

## У літературі
В 2023 році вийшла книжка Лідії Сотніченко та Михайла Каменюка. "Доля села в народній долі. Оленівка на Могилів-Подільщині."

## Галерея

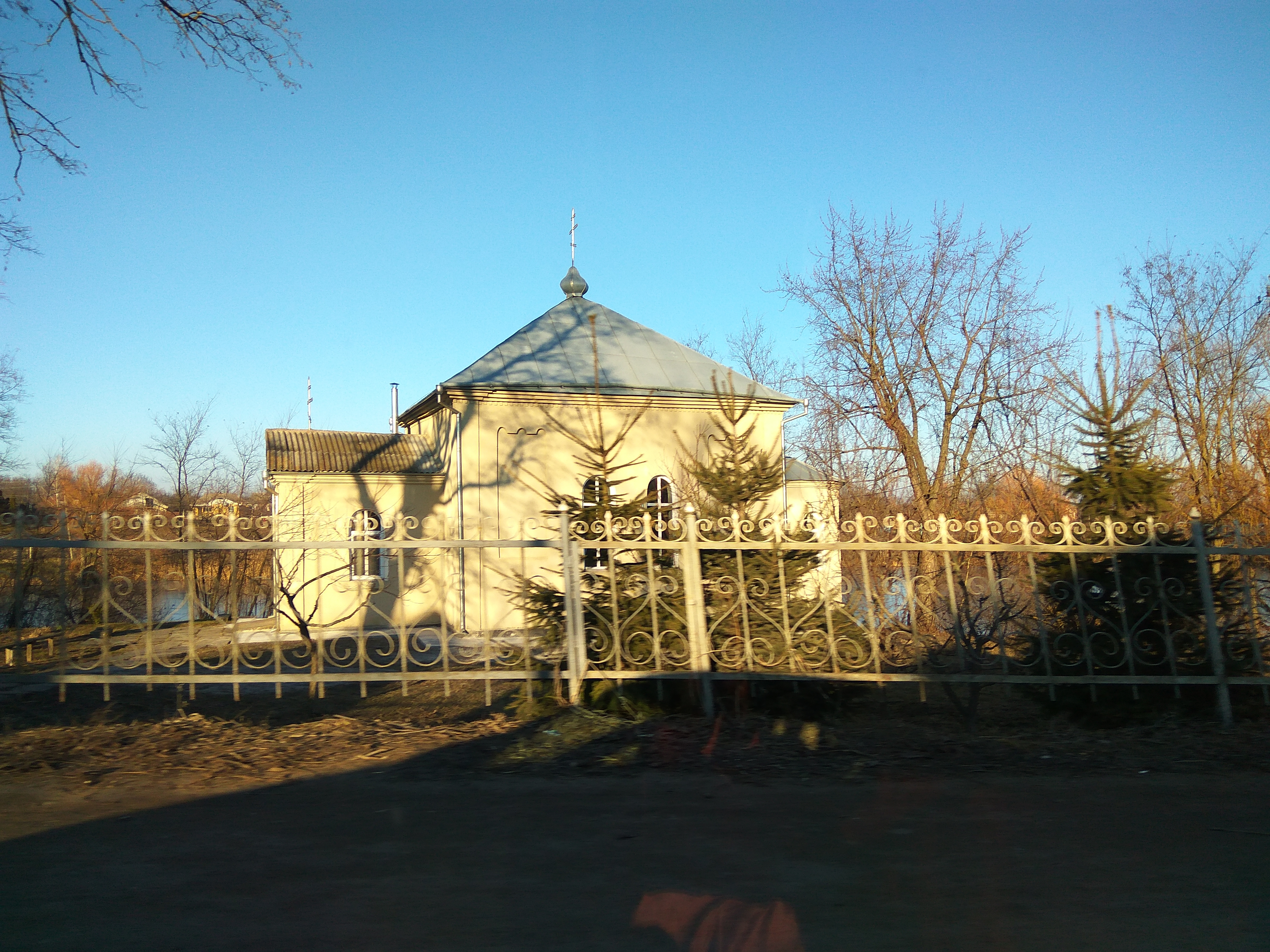
Церква
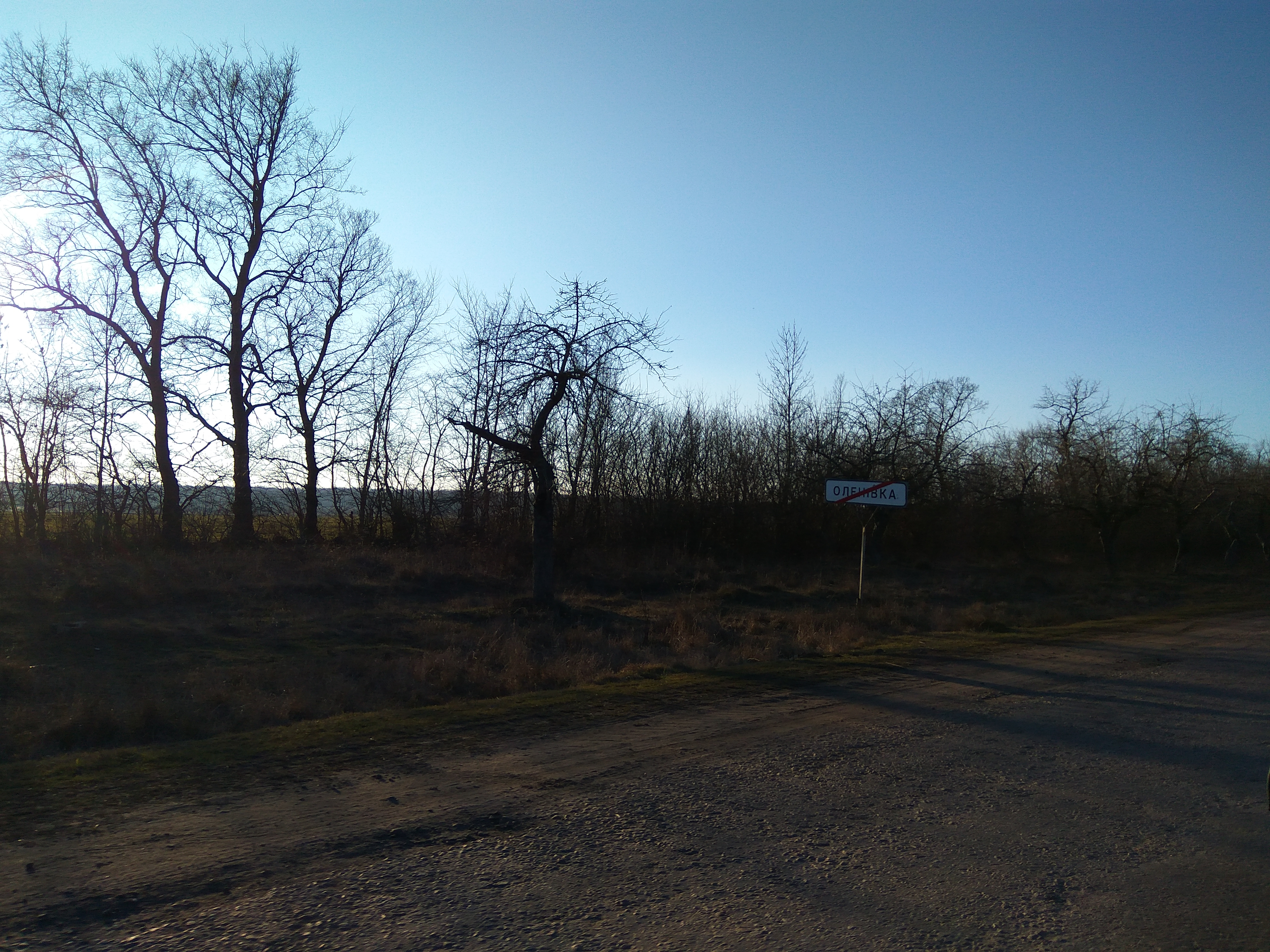
Дорожний знак